# Nonagria punctata
Nonagria punctata är en fjärilsart som beskrevs av Abel Dufrane 1932. Nonagria punctata ingår i släktet Nonagria och familjen nattflyn. Inga underarter finns listade i Catalogue of Life.